# ぼくらはカセキホリダー
『ぼくらはカセキホリダー』（英語: Fossil Fighters）は、任天堂・レッド・エンタテインメント・アートディンク・M2の4社共同開発で、任天堂から発売されたニンテンドーDS用ロールプレイングゲームである。『カセキホリダー』シリーズの1作目であり、続編として『スーパーカセキホリダー』、『カセキホリダー ムゲンギア』が発売されている。

## システム
本作は大きく分けると3つのパートに分かれている。それぞれのパートを取っても1本の作品として成り立ちそうであると開発者は語っている。
発掘
発掘エリアで掘ることの出来る「カセキ岩」は、後述する「リバイバー」の頭・体・手・足、高価で売ることが出来る宝石が入った「ほうせき岩」、レアな化石や宝石が入った「黒カセキ岩」がある。
ほうせき岩では確実に、リバイバーの各部位の岩では中身がレア化石の可能性があるものに対して他のカセキホリダーが現れ、勝たないと手に入れることが出来ない。
クリーニング
ニンテンドーDSのタッチペンをハンマーやドリルに見立てて、化石をクリーニングする。中身が見えるようになると上画面に表示されているメーターの青い部分が増える。中身を傷つけてしまうとメーターの赤い部分が増えてしまう。1回のクリーニングは90秒の制限時間があり、90秒経過した時点でメーターの青い部分がクリアライン（基本は50%だが、イベントによってはそれ以上の割合になっていることがある）より上に達しているか、中身が全部見えている状態になると成功となる。逆に90秒経過した時点でメーターの青い部分がクリアラインに達していなかったり、メーターの赤い部分がクリアラインの下に達していたり、クリーニングを途中で終了した場合は失敗となる。
バトル
バトルはリバイバー3体を繰り出すターン制のバトルである。場に出したリバイバーのLP（生命力）の合計が低い側が先攻となり、以降交互にターンが回る。バトルフィールドはアタックエリア（以下「AA」と表記）・サポートエリア（以下「SA」と表記）・エスケープエリア（以下「EA」と表記）で構成されている。
AAは相手のAAとSAを攻撃できるが、SAへの攻撃は威力が下がってしまう。SAはリバイバーの持つサポート効果が相手や味方のAAに適用されるが、相手のAAしか攻撃できないうえに威力も下がってしまう。ただし遠距離タイプのリバイバーは相手と味方のAA間の攻撃で威力が下がり、SAからAAとAAからSAの攻撃は威力が下がらない。EAは相手の攻撃を受けることはないが、攻撃することも出来ない。EAのリバイバーは2ターン後にSAに復帰する。
各ターンではKP（「カセキパワー」の略）を消費してリバイバーの技を繰り出して相手のリバイバーを攻撃できるほかに、AAのリバイバーをEAに下げることが可能。

## 登場人物

### 主要登場人物
主人公
一流のカセキホリダーを目指すためにガラギャオス島に来た少年。ある人物に話しかけることで名前を変えることが可能。ゲーム開始時の選択肢によって着ている服や髪の色が変化するほかに、ストーリーがある程度進むとマスクをかぶって顔の見た目を変えることが出来るようになる。
漫画版では『リュウマ』と言う名前になっており、リバイバーの言葉が通じたり、化石やメダル状態になっている間でもリバイバーの心が通じると言う不思議な体質を持っている。性格は常に明るく、真っ直ぐな熱血漢と言う設定になっており、リバイバーを大切に思う強い心を持っている。最終回ではデュナと供にガジガージを倒した事で、夢のマスターホリダーへと昇進した。海外版では『Hunter（ハンター）』と言う名前で表記されている。
ペルゼット
ピンクのお下げとそれに調和したピンクのヘルメットが特徴の少女。作中のヒロインであり、主人公を様々な場面で手助けするが、ディグディグ族の訛りを強制的に受け継がれたり、退化光線で原始哺乳類（トリコノドン）になってしまったりなど（しかもどちらも解かれたと思いきや後遺症により時々再発してしまう）、何かと不運な目に遭わされる。だが何度も主人公に助けられた事から、主人公への好意に目覚めるようになる。ガジガージ戦前に彼女を選んだ場合は、ガジガージの爆発から逃れるために主人公と一緒にストーンスリープして脱出するが、何かしらの失敗で記憶喪失になり、これまでの出来事や、自分や主人公の事を忘れてしまう。だがディグディグ族の族長から伝授したコシふりダンスの効果により全ての記憶を取り戻した。
漫画版では第1話から初登場し、リュウマをライバル視していたものの、原作同様殆どの事で不運な目に遭わされる事が多い。更にヒロインではあるが、原作とは違ってリュウマに対する恋愛感情を持っておらず、逆にホルトに惚れたり、ロキに突っ込んだりなど、違う方面が見られる。海外版では『Rosie（ロージー）』と言う名前で表記されている。
ホッテル博士
青髪と深い褐色の皮膚、白い研究服の下にアロハシャツが特徴の男性。ガラギャオス島における自然科学者の一人で、ホリダーセンターの所長。クリーニングとリバイバーをリバイブする分野での専門家であるため、化石に関してはとにかく詳しい。更にカセキバトルも得意なため、レベル5のホリダーマスターとして所属している事も。主人公の心強い協力者でもあるため、ディノリアン侵略の際に主人公と供に宇宙船に忍び込むが、敵の手によって恐竜時代へタイムスリップしてしまう。だがシークレッ島にある宇宙船のおかげで自身をストーンスリープした事で、どうにかして現代まで戻る事が出来た。（作中に出て来た『サンダルのカセキ』は全て彼から来た物と思われる）またこの出来事から彼の原始人姿をエンディングまで見る事が出来る。ちなみにこの経験から一番好きだったステゴを嫌いになり、トリケラに変わったと言う。
漫画版ではクリーニングとバトルの腕がぴか一であるリュウマの実力に見惚れ、それ以降彼の強い協力者となる。だが原作とは違いホリダーマスターとして所属していたり、恐竜時代までタイムスリップはしない。

### ガラギャオス島の人物
リッチモンド
ペルゼットの祖父で、ガラギャオス島のオーナーである。リッチモンドビルに自身のオフィスを持ち、ストーリーを通して頻繁に登場する。
ホルヨ
ホリダーセンターの受付人であり、ホッテル博士の助手。レベル1ホリダーマスターでもあるため、バトルも得意。
漫画版ではホッテル博士の助手として登場し、レギュラーキャラとして行動している。だが原作とは違い、ホリダーマスターとして所属していない。
弟子ロボ
ホッテル博士が開発したホリダー用のクリーニングロボ。通常化石のクリーニングはプレイヤー自身の仕事だが、時にはロボに任せる事も出来る。ただしロボの場合は時間が掛かるため、完了するまでこちらが発掘などで時間を潰す必要がある。プレイヤーによるクリーニング回数によりレベルが高まり、高ければ高いほどクリーニングの高得点を得る事が出来る。
漫画版には登場しない。
ホルト
比較的最近にカセキホリダーとして復帰した少年で、主人公にホリダーとしてのアドバイスを与えるなど、親しく接するようになる。物語を進む事にガラクータ親方の弟子となり、彼と供にロコット渓谷に行く。
漫画版では最初からガラクータ親方の弟子として登場し、原作と異なりリュウマとの接点は少ない。更にベロキーの大ファンで、たくさんのベロキーを所持している他、グッズも集めている。ペルゼットは彼に惚れているようだが、逆に本人は興味を示していない。
ジュラ
黄色い探検服を着た金髪の少女で、ホテルの前にたたずむことが多い。ストーリーとは全く関係ない一般人だが、ホリダーランキングを上昇させる事によって、主人公に対する好意を抱くようになる。
漫画版には登場しない。
ジャラン
ホリダーセンターの職員に化けてホリダーからメダルを盗んでいるメダル屋で、お尋ね者。ダッピロ平原で身を潜み、主人公のメダルを盗むが、使い物にならないと思われ捨てられ、主人公の手元に戻るようになる。その後ペルゼットのメダルを盗んだまま逃走したが、追い詰められたと同時に主人公に撃退されたため、盗まれたメダルを返し、警察に逮捕された。エンディング後では改心し、こうえんエリアでレアな化石を売ってくれるようになる。
ハンナ
赤いポニーテールにサングラスが特徴的な凄腕の女探検家。ディグミッドで主人公が落とし穴に落とされた際に出会い、共にBB団を倒すため協力する。鞭の使い手であり、それを振り回して威嚇する事があるが、よく罠にはまってしまうドジな一面もある。だがレベル2ホリダーマスターでもあるため、バトルの腕は確かな物である。
漫画版では登場しないが、一般ホリダーの中に紛れ込んでいる事が多い。
ディグディグ族
オソロシの森の奥にある集落に住んでいる、古代から続く島の先住民部族。住民達は鳥のような仮面や羽根を装着していて、語尾に『～ディグ』を付けて会話する。しかもこの口癖には他人にも強制的に執着させる事が出来るらしく、ペルゼットはそれに被害を受けた。主人公とペルゼットが集落に訪れた時、BB団がお宝狙いでディグミッドに侵入したと困っていたため、その族長が彼らに助けを求める。その後、主人公の心強い（？）協力者となり、後にエンディングで役に立つコシふりダンス（元々はカセキムシの抜け殻を手に入れるための儀式）を伝授させる。腰痛持ち。
ガラクータ親方
ガラクータ工房の経営者。名前の通りガラクタを集めている上、トロッコとベロキーを愛する男でもある。殆どロコット渓谷に出没しているため、そこでトロッコの管理をしている。レベル3ホリダーマスターでもあるため、バトルも得意。
ヒゲモジャー
ソコナシ海ていにある沈没船に住んでいる幽霊船長。自慢のヒゲリボンをなくしたために成仏できず、今も現世に彷徨っている。成仏させるには愛用のリボンを見つけなければならないのだが、逆に違う物を与えてしまうと暴走し、カセキバトルを仕掛けて来る。バトル後に正しいリボンを与えた事に気を落ち着かせ、成仏するが、カセキバトルの楽しさを実感したために現世に残るようになる。通常は紫の船長服に青緑のヒゲをしているが、怒り出すと赤く変色する。
漫画版ではリボンを取り返した後に成仏するが、その後復活してカセキアムに参戦する。
ヘンナモンスキー
赤いマスクに西洋服を着用した、変人的な人物。名前の通り変な物を集めるのが好きなコレクターで、それを集めるよう主人公に頼み込む。ウンコのカセキを彼に渡すと、報酬としてレアなアイテムを授ける事がある。レベル5ホリダーマスターでもあるため、バトルも得意。
恐竜マスク
緑の恐竜マスクがトレードマークのマッチョな男性で、その姿は覆面レスラーのような見た目である。世界的に有名なホリダーらしく、その分ファンも多い。自分がナンバー1だと主張しており、マスターランクになった主人公に挑発する事も。他のホリダーとは違い3～5連続勝負を仕掛けるため、1回戦後にチーム編成が出来ないと言うルールから、手強い相手となっている。彼とのバトルに勝つと、ディノリアンの宇宙船に侵入するために役立つ恐竜マスクを入手する事が出来る。ちなみにマスクをかけているため、その正体は不明。
漫画版には登場しない。
サムライ
物語の後半でホテル内に登場する、見た目通り侍のホリダー。話し掛けると主人公の腕を試すためのバトルを申し込める。名前と容姿通り古風な口調で話す。
漫画版ではカセキアムに登場し、リュウマの対戦相手となるが、乱入して来たデュナのテジー（に化けた恐竜ロボ）を止めるためにリュウマと協力した。
ウチマクール
ガラギャオス島に出没している逃亡中のお尋ね者。物語を進む事により警察官に話し掛けると、彼の居場所を教えてくれる。ショットガンを所持しているが、使用したりはしない。1回目と2回目に彼とのバトルに勝つと、逮捕した警察官から賞金を貰えるが、3回目では『けいかんマスク』を貰う事になる。

### BB団
ガラギャオス島で活動する盗人組織。『BB』とは何の略なのかは不明だが、紫色の戦闘服を着用していて、語尾には『～ビー』と付けるなど、見るからに怪しい姿をしている。中でもBBレディー・BBノーズ・BBセバスの三悪トリオは組織の幹部で、作中では謎のハニワを狙って主人公に襲いかかった。だがそのハニワを狙う理由が分からないまま動いていた上にボスの目的に付いて行けなくなったため、三人は組織から脱退し、改心して主人公と行動するようになる。その結果組織は壊滅した。その後エンディングでは、主人公と協力した事で警察が罪を軽くしてくれたため、ゴミ拾いと言う軽い罰を受けた。エンディング後の世界では、ヌスッ島で身を潜める。
漫画版では失敗の連続でボスに殺されかけていたため、そうなる前に組織を裏切り、リュウマ側に立った。その後改心したのだが、リッチモンド（に化けたディノキング）によるディノリアンの地球侵略計画の警告により、デュナを手渡すために再びリュウマに立ち向かうが、再び敗北。その後リュウマとデュナがガジガージと戦っている間に、地上からリュウマを応援していた。
BBレディー
BB団の女幹部で、ノーズとセバスのリーダー。男勝りな口調で話す女王様のような性格の持ち主だが、意外と情に厚い姉御肌の持ち主でもある。
BBノーズ
BB団の幹部で、三人の中では頭脳派の男。名前の通り鼻が長い。『～ゲシ』と言う独特の口調で話す。
BBセバス
BB団の幹部で、三人の中で唯一犬の姿をしている。犬なのか人間なのかは不明だが、『ばうばう』としか話せないため、恐らく人間ではない。しかしBBノーズだけ、その言葉の意味を理解しているらしい。臭覚に優れていて、伝説のリバイバーの化石が埋まっている場所をキャッチする事が出来る。
トリシマール
ガラギャオス島警察の警部で、その強い正義感と優しさから部下やホリダー達に慕われていたが、それはあくまでも仮の姿で、その正体はBB団のボスである。主人公が集めた謎のハニワを手にするためにペルゼットを誘拐したのだが、その理由は退化光線の原動力であるハニワがディノリアン達が探していたため、彼を利用するつもりで交渉していた。だが主人公に敗れ警察に逮捕された後、その交渉自体を自らの意志で破棄し、主人公に復讐してガラギャオス島を支配するために脱獄し、イテツクブロントを使ってガラギャオスタウンを占領した。だがBB団の三悪トリオの裏切り、更にドッカンティラノを復活させた主人公の活躍により再び敗れ、再び逮捕された。
漫画版では退化光線の原動力であるハニワが登場しなかったため、彼とディノリアンとの接触はなかった事になっている。

### ディノリアン
恐竜時代から地球を母星にしようと計画していた半人半竜の宇宙人。当初は失敗で終わってしまったが、現代になって計画を再度実行しようと企む。退化光線を利用する事で人類を絶滅させる事を目的していたが、原動力であるハニワを四つ地上に送ってしまったため、それを回収するためにBB団を利用した。だが主人公の活躍とデュナの裏切りにより計画が乱れ、更に主人公がディノキングを倒した事で計画は失敗で終わった。だが彼らの計画が惑星を食する凶悪な生命体ガジガージを呼び寄せてしまったために、ガジガージを止めるために主人公をサポートするようになる。そしてガジガージを倒した後、人間はディノリアンの存在を認めるようになり、以後共存するようになる。（ただし、エンディング後でもまだ宇宙船内にいる）
漫画版ではハニワが登場しなかったために、計画の進行は多少異なった方向へ進んでいた。
デュナ
長いブロンド色の長髪に白いドレスを着ている少女だが、これはあくまでも仮の姿で、その正体はディノリアンの地球母星化計画を実行させるために送り込まれたエージェントである。そのため、普段は赤紫の長髪に青緑の皮膚、更に長い尻尾を持っている。最初は行き詰った主人公を少しだけ手助けしたが、マグマグ火山においてマグマの熱で変身ホログラフィーが解かれた事で正体を見破られ、口封じのために主人公を襲う。しかし途中で岩の下敷きになってしまった所で主人公に助けられ、そのきっかけに人間の存在意義に関して改めて考え直すようになる。その同時に主人公に対する好意も覚えるようになり、この瞬間から彼女はペルゼットと並ぶ第2のヒロインとなる。やがて計画のために激しく動き始めたディノリアンを阻止するため、彼女は自らの種族を裏切るつもりで主人公側に立ち、共に行動するようになる。ガジガージ戦前に彼女を選んだ場合、ガジガージの爆発から逃れるために主人公と一緒にストーンスリープで脱出するのだが、何かしらの失敗で彼女だけが復活出来なくなってしまう。だがディグディグ族の族長から伝授したコシふりダンスの効果により、無事復活した。戦闘になるとベロキラプトルの姿に変身する事が出来、エンディング後ではある条件を満たすとリバイバーの一種として加わる。
漫画版ではBB団壊滅後に登場し、テジーに化けた恐竜ロボを使ってカセキアムを襲うが、リュウマとサムライの協力によって失敗。更に再び恐竜ロボを使ってガラギャオスタウンに襲撃するが、リュウマの活躍により再び失敗した。だが今度は恐竜ロボの首が破壊されたために暴走し、彼女自身にも危機に迫っていた最中にリュウマに助けられ、更に彼とリバイバーの協力により暴走する恐竜ロボを阻止した事により、人間に対する存在意義を改めて考え直すようになる。だがこの行動が他のディノリアンに対する裏切り行為となり、帰還後に囚われるが、再びリュウマに助けられる。それ以降から彼女はリュウマと行動するようになり、ガジガージ戦まで活躍するようになる。これにて原作同様リュウマに対する好意はあったかどうかは不明。ちなみに少女の口調で話す原作とは違って、男勝りな口調で話す。
ロキ
紫色の髪と青緑の皮膚を持ったディノリアンの男であり、デュナと同じように地球母星化計画を実行させるために送り込まれたエージェントである。デュナとは違って人間に対する深くて強い憎しみを持っているため、考えを改めたディノキングに逆らってまで退化光線を発射させようとした。その行動の結果何も起こらなかったが、その代わりガジガージを呼び寄せてしまう事になってしまい、自分の過ちを後悔していた。だがガジガージが破壊された後、エンディングでは人間との共存を認めるようになり、自分の考えをようやく改めるようになる。デュナと同じようにベロキラプトルの姿に変身する事が出来、エンディング後ではある条件を満たすとリバイバーの一種として加わる。
漫画版では原作とは違ってリュウマに助けられた事により、否認しながらも少しずつ人間の存在意義に関して改めて考え直すようになる。そのため、原作とは違って早くもリュウマ側に立つようになる。リュウマの活躍を否定する事が多いが、そのせいかよくペルゼットに突っ込まれるほどパシリ扱いとされている。だが彼女に振り回されたためか、最終回で彼の性格が少々明るくなったようにみえた。
ディノキング
白い長髪に赤紫の角、そして青緑の皮膚を持った、その名の通りディノリアンの王。地球母星化計画を実行しようとしていたが、主人公の活躍によりその計画は失敗し、更にそんな主人公とリバイバーの強い絆を感じた事により、人間に対する存在意義を改めて考え直すようになる。だがロキが誤ってガジガージを呼び寄せてしまった事で、地球を守るために主人公と協力するようになる。エンディングでは、ディノリアンの中で唯一人間を憎んでいたロキを説得し、ようやく彼を理解させた事で、人間との共存を成立させるようになる。ティラノザウルスのような姿に変身する事が出来、エンディング後ではある条件を満たすとリバイバーの一種として加わる。
漫画版ではリュウマに破れても、それでも計画を実行するために退化光線を起動させようとした。光線のメインコントロールが破壊されたために阻止する事が出来ないが、唯一の方法は宇宙船ごと破壊しなければならないとの事。だがリュウマとデュナが恐竜ロボを使って、発射時間まで砲台の位置を変えようとした。そんなリュウマが人間だけでなく、敵であるはずのディノリアンまでも守ろうとした勇敢さと優しさを感じたディノキングは、他のディノリアンと供に大量の恐竜ロボを送り込み、リュウマとデュナに援護した。

### その他
ガジガージ
ディノリアンの惑星を食い尽くしたと言われている巨大な宇宙生命体。かつては遥か遠い宇宙に彷徨っていたが、ロキが誤って何も起こらなかった退化光線を起動させた事により、地球に向けて呼び寄せてしまう。ガジガージを阻止するために、体内でそのコアを破壊しなければならないと言う。そのために主人公はペルゼットかデュナのどちらかを選び、転送装置で体内に移転し、三つのコアに立ち向かう。それぞれは『ハッスル・コア』、『カチカチ・コア』、『カワスゼ・コア』がいて、それぞれ異なる能力を持っている。ハッスル・コアには強大なダメージを持つ『ゼ・ツ・ボ・ウ』を持ち、カチカチ・コアには相手を興奮させる『ゲ・キ・ド』、カワスゼ・コアには仲間のLPを回復させる『ナ・ミ・ダ』と言った技を使う。この三体を全て倒せば、ガジガージを破壊する事が出来る。見事に敵を倒せた主人公とヒロインは、ストーンスリープで石化状態になり、爆発から逃れる。エンディング後では、ある条件を満たすとリバイバーの一種として加わる。
漫画版では、外れたまま発射された退化光線がガジガージへの信号として呼び寄せてしまう。原作とは違って体内はダンジョンの様な構造になっていて、大量の触手で侵入者に攻撃するようになっている。更に三つのコアは、一体倒しても直ぐに再生してしまうため、三体同時に倒さなければならず、原作以上に強く仕上げられている。だがデュナとリュウマのティラノとの連携、更に地上からの応援により、見事に三つのコアを破壊する事が出来た。

## 世界観
ガラギャオス島
本作の舞台は「ガラギャオス島」が舞台となっている。この島では、リバイバーなどの化石を発掘することが出来る。
ガラギャオスタウン
ガラギャオス島の南部にある街。ほとんどの施設はこの街にあり、拠点としての役割を果たしている。
ダッピロ平原
ガラギャオス島の中心にある緑に囲まれた平原。特に危険な場所はなく、新人ホリダーでも安心して化石を惚れる。最もホッテル博士の化石化したサンダルが見付かりやすい。
オソロシの森
ガラギャオス島の南西にある、うっそうと木が生い茂るジャングル。その奥には古代から生き続けているディグディグ族の村や、古代遺跡ディグミッドがある。
ロコットけいこく
ガラギャオス島の北になる、切り立った谷間の発掘エリア。トロッコに乗れるトンネルがあり、ガラクータ親方や弟子のホルトもよく訪れる。
ソコナシ海てい
ガラギャオス島の中心にある海で、凶暴なイレバザメが生息している発掘エリア。このエリアへ行くには専用ヘルメットが必要である。大昔、海賊船が沈んだと言う伝説もある。
マグマグ火山
ガラギャオス島の北西にある、灼熱の火山の発掘エリア。マグマに囲まれているが元栓を締めればマグマが消え、足場が増えるようになる。伝説のリバイバードッカンティラノの化石が眠っている。
ヌスッ島
マグマグ火山から離れた会場に浮かび上がる、BB団がアジトを構える島。ストーリー中のある事件が解決したあとは普通の発掘エリアとなる。
シークレッ島
ガラギャオス島から離れた南西にある島で、リッチモンドによってこれまでずっと秘密にされて来た、過去に宇宙船が墜落した島。その宇宙船は朽ち果てているが、なぜかカセキ岩が埋まっている。実は以前恐竜時代へとタイムスリップされたホッテル博士が訪れた場所でもあり、そこで彼が残した日記が見られる。

### リバイバー
本作では、絶滅動物をモチーフにしたキャラクターを総称して「リバイバー」と定義している。公式Webサイトの「カセキミュージアム」では100種が紹介されているが、そのうちの90種が中生代の絶滅種をモチーフとしている。

## 漫画版
デンゲキニンテンドーDSに連載されていた漫画で、あおきけい&みかまるが手掛けていた。2008年4月(6月号)から連載開始され、原作から再現された半ばオリジナル内容も含まれるようになっている。更に第1話は現在公式サイトに公開されている他、海外公式サイトでは英語翻訳版も連載されていた。その後2010年(11月号)まで連載終了となり、12月号以降ではスーパーカセキホリダーとして新連載となった。

## 評価
『ファミ通』（エンターブレイン）のクロスレビューでは40点中32点であった。また、発売初週の販売数は、『マリオカートWii』や『モンスターハンター ポータブル 2nd G』といった大ヒット作があった故か、エンターブレイン調べで39666本、メディアクリエイト調べで約35000本ながらも3位であった。

## 参照
1. ↑  East, Tom (2009年6月4日). “E3: Nintendo Reveal Fossil Fighters”. OfficialNintendoMagazine.co.uk. 2010年12月22日閲覧。
2. ↑  Daniel Vuckovic (2009年8月12日). “Fossil Fighters dated for Australia”. vooks.net. 2009年8月14日時点のオリジナルよりアーカイブ。2010年12月22日閲覧。
3. ↑  “『ぼくらはカセキホリダー』開発スタッフ　インタビュー：（1）1本に3本分の遊びを詰め込んだRPG”. Nintendo Online Magazine. 2010年12月22日閲覧。
4. ↑  “04-10-2008 Famitsu Scores”. Gemaga.com (2008年4月10日). 2010年12月22日閲覧。
5. ↑  “【ゲームソフト販売本数ランキング TOP30】 集計期間：2008年4月14日～4月20日 - ファミ通.com”. ファミ通.com (2008年5月9日). 2010年12月22日閲覧。
6. ↑  “「モンスターハンターポータブル 2nd G」国内出荷本数200万本突破――では販売本数は？ - ITmedia +D Games”. ITmedia +D Games（現：ITmedia Gamez） (2008年4月25日). 2010年12月22日閲覧。